# Кроза - Кроза Ђан (Торино)
Кроза - Кроза Ђан је насеље у Италији у округу Торино, региону Пијемонт.
Према процени из 2011. у насељу је живело 4 становника. Насеље се налази на надморској висини од 1077 м.